# Klimarådet
Klimarådet är ett expertorgan i Danmark till stöd för regeringen. Rådet har funnits sedan 2015. Det ligger under Klima-, Energi- og Forsyningsministeriet och dess roll är reglerad i klimatlagen. Det ska:
- Stödja ministern i dennes arbete med att fastställa miljömålssatsningar.
- Årligen ge rekommendationer till ministern om klimatåtgärder. Bedöma om regeringens klimatåtgärd visar att de danska klimatmålen uppnås. Lämna en lägesrapport om Danmarks uppfyllande av internationella klimatåtaganden,
- Årligen kommentera status och prognos för klimatarbetet
- Ta fram en åtgärdskatalog
- Bidra till den offentliga debatten
- Skapa ett klimatdialogforum som ska stödja rådet i dess arbete.

Rådet består av nio medlemmar och ett sekretariatet med drygt 30 anställda. Rådets första ordförande var Peter Birch Sørensen. Han ersattes i slutet av 2018 av Peter Møllgaard som sedan dess leder rådet. 